# Condado de Perry (Pensilvania)
El condado de Perry es un condado ubicado en el estado de Pensilvania. En 2000, su población era de 43.602 habitantes. Bloomfield es su sede.

## Geografía

### Condados adyacentes
- Condado de Juniata (norte)
- Condado de Northumberland (noreste)
- Condado de Dauphin (este)
- Condado de Cumberland (sur)
- Condado de Franklin (suroeste)

## Demografía
Según el censo de 2000, el condado cuenta con 43,602 habitantes, 16,695 hogares y 12,320 familias residentes. La densidad de población es de 30 hab/km² (79 hab/mi²). Hay 18,941 unidades habitacionales con una densidad promedio de 13 u.a./km² (34 u.a./mi²). La composición racial de la población del condado es 98.54% Blanca, 0.43% Afroamericana o Negra, 0.12% Nativa americana, 0.15% Asiática, 0.01% De las islas del Pacífico, 0.21% de Otros orígenes y 0.54% de dos o más razas. El 0.69% de la población es de origen Hispano o Latino cualquiera sea su raza de origen.
De los 16,695 hogares, en el 33.2% de ellos viven menores de edad, 61.6% están formados por parejas casadas que viven juntas, 7.8% son llevados por una mujer sin esposo presente y 26.20% no son familias. El 21.7% de todos los hogares están formados por una sola persona y 9.30% de ellos incluyen a una persona de más de 65 años. El promedio de habitantes por hogar es de 2.58 y el tamaño promedio de las familias es de 3.01 personas.
El 25.5% de la población del condado tiene menos de 18 años, el 7.4% tiene entre 18 y 24 años, el 29.8% tiene entre 25 y 44 años, el 25.1% tiene entre 45 y 64 años y el 12.3% tiene más de 65 años de edad. La mediana de la edad es de 38 años. Por cada 100 mujeres hay 98.4 hombres y por cada 100 mujeres de más de 18 años hay 96.9 hombres.
dfgasdfa

## Localidades

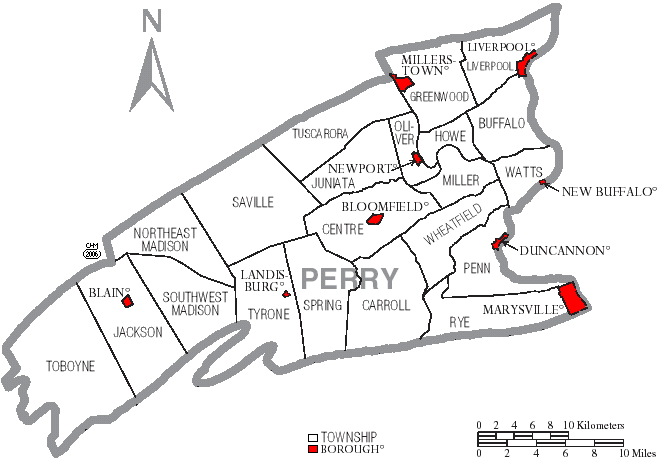
Localidades del condado de Perry.

### Boroughs
| - Blain - Duncannon - Landisburg | - Liverpool - Marysville - Millerstown | - Bloomfield - New Buffalo - Newport |

### Municipios
| - Municipio de Buffalo - Municipio de Carroll - Municipio de Centre - Municipio de Greenwood - Municipio de Howe - Municipio de Jackson - Municipio de Juniata | - Municipio de Liverpool - Municipio de Miller - Municipio de Northeast Madison - Municipio de Oliver - Municipio de Penn - Municipio de Rye - Municipio de Saville | - Municipio de Southwest Madison - Municipio de Spring - Municipio de Toboyne - Municipio de Tuscarora - Municipio de Tyrone - Municipio de Watts - Municipio de Wheatfield |